# Vodafone România
Vodafone România S.A. este un operator de telecomunicații mobile cu sediul în București, fiind o filială a grupului internațional Vodafone. Compania a intrat pe piața românească în 2005, în urma preluării operatorului local Connex. În prezent, Vodafone este al doilea cel mai mare operator de telefonie mobilă din România, cu 8,6 milioane de clienți la finele anului 2014. Principalii competitori ai companiei sunt Orange, Telekom și RCS & RDS. De la 1 aprilie 2020, Vodafone România a devenit și furnizor de servicii fixe de telecomunicații, după fuziunea prin absorbție cu operatorul prin cablu UPC România, preluând abonații UPC.
Din punct de vedere al acoperirii rețelei, infrastructura companiei permite accesul a peste 99% din populația României la serviciile sale de bază. În ceea ce privește serviciile 4G, la începutul anului 2015, Vodafone asigura o acoperire de 55% la nivelul întregii populații, și de 85% la nivelul populației urbane. În decembrie 2014, compania a fost certificată drept cel mai bun furnizor de servicii de date și telefonie mobilă din România, în urma măsurătorilor efectuate în toate rețelele mobile din țară.

## Istoric

### Perioada Connex (1997-2009)

Sigla Connex

Bazele Connex, predecesoarea Vodafone România, au fost puse în 1997, odată cu startul telefoniei mobile în România. În acel an, Ministerul Comunicațiilor decide să organizeze o licitație publică pentru acordarea primelor două licențe de operare a unor rețele de telecomunicații mobile în sistem GSM. Câteva luni mai târziu, pe 15 noiembrie, sunt anunțate cele două companii câștigătoare: MobiFon (Connex) și Mobil Rom (Dialog). În acționariatul MobiFon se regăseau operatorul de telefonie canadian Telesystems International Wireless (abreviat TIW, acționar majoritar), AirTouch Canada, Poșta Română, Logic Telecom, Ana Electronic, grupul industrial ISAF și Fondul Român de Investiții.
Anul următor acordării licențelor avea să aducă o premieră: pe 15 aprilie 1997 apare pe piață brand-ul Connex, primul operator de telecomunicații mobile din România. Cele 135 de zile necesare lansării Connex, de la câștigarea licenței până la apariție, au consemnat la acea dată un record mondial în ceea ce privește viteza de dezvoltare a unei rețele de telecomunicații. După 18 săptămâni, Connex avea deja serviciile lansate în nouă orașe importante: București, Bacău, Brașov, Cluj-Napoca, Constanța, Craiova, Galați, Timișoara și Sibiu. În mai puțin de un an de la apariție, compania reușește performanța să atingă 100.000 de utilizatori, adică un sfert din cât își propusese să adune, în timp, în România.
„Timp de câteva zile au fost cozi interminabile în fața Sălii Palatului, cum nu se mai văzuseră de ani de zile.”— Raluca Milin, unul dintre primii angajați Connex, referitor la lansarea serviciilor în 1997.
În 1998, Connex introduce serviciul de mesagerie prin SMS și, sub presiunea competiției, lansează cartelele reîncărcabile sub denumirea Connex GO și sloganul „Ce-i al tău, e al tău!”. Peste numai un an, este introdus serviciul de internet XNET, iar în 2000 apare serviciul WAP. Tot în 2000 se atinge borna de un milion de clienți Connex. Anul 2002 aduce o premieră pe piața locală de telecomunicații, atunci când telefonia mobilă o depășește pe cea fixă, având aproape 4,5 milioane de utilizatori. La acel moment, Connex deținea 2,33 milioane de clienți, fiind lider de piață. Tot în 2002, compania introduce serviciul GPRS la cartelele reîncărcabile și încheie primul parteneriat cu o bancă, BCR. Cu 4,92 de milioane de clienți, compania pierde în decembrie 2004 poziția de lider de piață în favoarea Orange (fostul Dialog). Cu toate acestea, sfârșitul lui 2004 consemnează un număr de clienți de 12 ori mai mare decât își plănuise inițial MobiFon, cu 8 ani înainte. 2005 marchează lansarea primului serviciu 3G din România de către Connex, cu un an mai devreme decât competiție.

### Intrarea Vodafone pe piață (2005-2006)

#### Preluarea Connex
Pe lângă serviciul 3G, 2005 avea să marcheze ceva mult mai important: intrarea grupului Vodafone pe piața locală, prin achiziționarea MobiFon. Realizată la 1 iunie 2005, aceasta a fost percepută drept cea mai mare tranzacție din România ultimilor 15 ani, fiind estimată la câteva miliarde de dolari.
Achiziționarea companiei de către Vodafone nu a marcat o schimbare de brand (redenumire) bruscă. Începând din noiembrie 2005, s-a impus o perioadă de tranziție de 6 luni pentru înlocuirea numelui Connex cu Vodafone, prin inițierea campaniei „Connex și Vodafone Împreună”. Această campanie s-a realizat în trei etape, astfel: mai întâi s-a schimbat logo-ul; apoi s-a modificat denumirea din Connex în Connex-Vodafone și a fost introdusă mai multă culoare roșie în reclame; ultima etapă a constat în renunțarea definitivă la numele Connex și lansarea oficială a Vodafone România. Aceasta a avut loc pe 26 aprilie 2006, într-un show impresionant de lasere în Piața Revoluției. Ultima etapă a consemnat și modificarea numelui companiei din MobiFon S.A. în Vodafone România S.A.
Potrivit unui studiu IRSOP realizat în septembrie 2004, procentul românilor care auziseră de firma Vodafone, înainte de lansarea acestuia pe piață, era de 26%, dintre care doar 18% îl asociau cu telefonia mobilă. La finalul campaniei de schimbare a denumirii, notorietatea Vodafone atinsese 95% în rândul românilor.

#### Alte evenimente
August 2005 aduce lansarea, în parteneriat cu SMURD Târgu Mureș, a unei soluții de telemedicină în vederea creșterii capacității și eficienței echipajelor mobile de prim ajutor. Grație ajutorului de 100.000€ oferit de Connex, 8 ambulanțe SMURD au fost dotate cu echipamente medicale și de telecomunicații care permiteau transmiterea simultană a informațiilor despre răniți către spital și dispeceratul 112. Astfel, această investiție le permitea echipajelor de intervenție să fie în legătură permanentă cu un medic coordonator. Parteneriatul dintre Connex și SMURD data încă din 2004, atunci când a fost testată o primă soluție de telecomunicații.

### Evoluția Vodafone (2006-prezent)
La câteva zile după lansarea noului nume, compania anunță în mai 2006, la CERF, introducerea unei tehnologii 3G îmbunătățite. HSDPA – 3G broadband era o tehnologie ce permitea, prin conexiune wireless, atingerea unei viteze de internet de până la 1,4 Mbps, de câteva ori mai mare decât viteza 3G clasică. De asemenea, Vodafone anunță și lansarea portalului Vodafone Live! care avea mai mult de 10 milioane de utilizatori la nivel global. Printre noutățile portalului se numărau servicii de muzică, mobile TV și telefoane în exclusivitate. Lansarea Vodafone Live! are loc două luni mai târziu, iar serviciul HSDPA – 3G Broadband este lansat în premieră în octombrie.
Un alt eveniment notabil este continuarea parteneriatului cu SMURD, printr-o nouă sponsorizare anunțată de companie în luna iunie. Vodafone decide să aloce 280.000€ pentru achiziționarea unei mașini SMURD pentru situații de urgență, unică în România la acel moment. Vehiculul permitea intervenția pentru accidente colective, dezastre naturale și operațiuni de salvare grea, fiind cea mai complexă soluție în astfel de situații. Cu ajutorul mașinii și echipajului medical aferent, se putea asigura asistența medicală pentru cel puțin 50 de persoane în cazul unei urgențe.
Începutul lunii iulie marchează startul unei înțelegeri între Vodafone și Orange, prin care clienții ambilor operatori pot efectua în premieră apeluri video 3G de pe orice telefon compatibil. Serviciul era disponibil în zonele cu acoperire 3G și în străinătate, la un tarif național de 0,30$ pe minut.
Câteva zile mai târziu, compania anunță înființarea Fundației Vodafone România, pentru o mai bună derulare a activităților de caritate. Misiunea sa era de „a îmbunătăți condițiile de viață ale oamenilor care au nevoie de ajutor”, prin inițiative venite în sprijinul comunităților locale. Activitatea fundației urma să fie susținută prin donații anuale ale angajaților Vodafone România, a căror valoare era dublată de companie. Pe lângă acest suport, fonduri mai urmau să provină și din partea fundației Vodafone Group. Fundația Vodafone România reprezintă continuatoarea eforturilor susținute timp de 8 ani de Fundația Sirois Arhivat în 17 octombrie 2007, la Wayback Machine. a fostului operator Connex.
Ultimul eveniment major al anului 2006 are loc în octombrie, atunci când Vodafone anunță că este primul operator care extinde acoperirea rețelei sale în toate cele 42 de stații de metrou din București. Astfel, călătorilor le erau puse la dispoziție în subteran cele mai utilizate servicii, precum apeluri de voce, SMS, MMS și servicii de date prin GPRS. Inițial, acestea puteau fi folosite și în interiorul garniturilor de metrou, însă numai pe rutele Timpuri Noi – Eroilor și Piața Unirii – Piața Romană.
- 30 mai 2007 - Lansarea serviciilor HSDPA - 3G Broadband cu viteze de transfer al datelor de până la 2,8 Mbps
- 19 iunie 2007 - Lansarea serviciilor proprii de telefonie fixă pentru persoane fizice (Vodafone Acasă)
- februarie 2008 - Prima companie de telefonie mobilă care permite utilizatorilor să folosească numere de telefonie fixă (prefix 0372) pe telefoanele lor mobile prin programele Vodafone Zona Mea (pentru persoane fizice) și Vodafone Mobile Office Zone (pentru persoane juridice); compania oferă internet mobil de mare viteză cu viteză de până la 3,6 Mbps[21]
- Aprilie 2010 - Prima companie ce acoperă 90% din populația României cu date 3G prin rețeaua UMTS 900 MHz, cu viteze de până la 7,2 Mbps în țară și 21,6 Mbps în 16 orașe și destinații turistice importante din România.
- Iulie 2012 - Lansarea serviciului de internet nelimitat cu viteze de până la 43.2Mbps [22]
- 31 martie 2020 - Vodafone România a încheiat procesul de fuziune prin absorbție cu operatorul prin cablu UPC, preluând abonații UPC și devenind astfel furnizor de servicii fixe de comunicații electronice.[5]

### Date istorice
| An   | Număr     | Note           |
| ---- | --------- | -------------- |
| 1997 | 112.000   | la final de an |
| 1998 | 325.000   | la final de an |
| 1999 | 702.000   | la final de an |
| 2000 | 1.171.800 | la final de an |
| 2001 | 2.003.600 | la final de an |
| 2002 | 2.635.200 | la final de an |
| 2003 | 3.457.000 | la final de an |
| 2004 | 4.910.000 | la final de an |
| 2005 | 6.131.839 | la final de an |
| 2006 | 7.717.000 | la final de an |
| 2007 | 8.807.859 | la final de an |
| 2008 | 9.649.709 | la final de an |
| 2009 | 9.663.000 | la final de an |
| 2010 | 9.804.000 | la final de an |
| 2011 | 8.327.280 | la final de an |
| 2012 | 8.122.067 | la final de an |
| 2013 | 8.315.389 | la final de an |
| 2014 | 8.604.569 | la final de an |
| 2015 | 9.101.292 | la final de an |
| 2016 | 9.456.879 | la final de an |
| 2017 | 9.944.595 | la final de an |